# وبينا ميعاد (مسلسل)
وبينا ميعاد هو مسلسل دراما مصري من إخراج هاني كمال وبطولة شيرين رضا، صبري فواز، مدحت صالح، وفاء صادق، محمد سليمان، بسمة عايدة فهمي، داليا شوقي وأسامة الهادي وخالد أنور وهاجر الشرنوبي وآية سليم ويوسف إبراهيم وتسنيم مطر ويوسف الكدواني وميران عبدالوارث وكنزي رماح ومحمد العزازي، عٌرضت أول حلقة من المسلسل على قناة دي إم سي في 1 يناير 2023، ويعرض أيضاً على منصة واتش إت.

## طاقم العمل
- شيرين رضا (نادية)
- صبري فواز (حسن)
- مدحت صالح (رمزي)
- وفاء صادق (فريدة)
- محمد سليمان (يحيي)
- بسمة (شذى)
- داليا شوقي (هند)
- اسامة الهادي (طاهر)
- خالد انور (ايهاب)
- نادية رشاد ( جميلة عبد السلام)
- هاجر الشرنوبي (هبة)
- محمد العزازي (مصطفى)
- كنزي رماح (نيللي)
- يوسف الكدواني (علي)
- تسنيم مطر (ليلي)
- اية سليم ( اروى)
- يوسف ابراهيم (مراد)
- بريهان انور (سالى)
- ميران عبد الوارث
- زاهر البحيري
- ماريا اسامة
- عايدة فهمي
- نهال انور
- كمال ادهم